# Potamilla oligophthalmos
Potamilla oligophthalmos är en ringmaskart som först beskrevs av Grube 1878.  Potamilla oligophthalmos ingår i släktet Potamilla och familjen Sabellidae.
Artens utbredningsområde är havet kring Nya Zeeland. Inga underarter finns listade i Catalogue of Life.